# Вільянуева-де-лос-Кастільєхос
Вільянуева-де-лос-Кастільєхос (ісп. Villanueva de los Castillejos) — муніципалітет в Іспанії, у складі автономної спільноти Андалусія, у провінції Уельва. Населення — 2790 осіб (2010).
Муніципалітет розташований на відстані близько 450 км на південний захід від Мадрида, 38 км на північний захід від Уельви.
На території муніципалітету розташовані такі населені пункти: (дані про населення за 2010 рік)
- Лос-Уертос-дель-Батан: 1 особа
- Лос-Посітос: 10 осіб
- Тарікехо: 66 осіб
- Вільянуева-де-лос-Кастільєхос: 2713 осіб

## Демографія
Динаміка населення (INE ):